# BMW F32
BMW F32 (eller BMW 4-serie) är en personbil, tillverkad av den tyska biltillverkaren BMW från 2013 till 2020.

## BMW F32/F33
BMW F32/F33 är den första generationen av 4-serien som ersätter coupé- och cabriolet-versionerna av 3-serien.

## BMW F36 Gran Coupé
På Genèvesalongen i mars 2014 kompletterades 4-serien med en 4-dörrars coupé (egentligen en halvkombi), liknande 6-serie Gran Coupé.

## Motor
| Modell         | Årsmodell | Motor                    | Cylindervolym | Effekt | Bränslesystem            |
| -------------- | --------- | ------------------------ | ------------- | ------ | ------------------------ |
| 418d           | 2015-     | B47: 4-cyl radmotor DOHC | 1995 cm³      | 150 hk | Common rail turbodiesel  |
| 420d           | 2014-15   | N47: 4-cyl radmotor DOHC | 1995 cm³      | 184 hk | Common rail turbodiesel  |
| 420d           | 2016-     | B47: 4-cyl radmotor DOHC | 1995 cm³      | 190 hk | Common rail turbodiesel  |
| 425d           | 2014-15   | N47: 4-cyl radmotor DOHC | 1995 cm³      | 218 hk | Common rail turbodiesel  |
| 425d           | 2016-     | B47: 4-cyl radmotor DOHC | 1995 cm³      | 224 hk | Common rail turbodiesel  |
| 430d           | 2014-     | N57: 6-cyl radmotor DOHC | 2993 cm³      | 258 hk | Common rail turbodiesel  |
| 435d           | 2014-     | N57: 6-cyl radmotor DOHC | 2993 cm³      | 313 hk | Common rail turbodiesel  |
| 420i           | 2014-16   | N20: 4-cyl radmotor DOHC | 1997 cm³      | 184 hk | Direktinsprutning, turbo |
| 420i           | 2017-     | B48: 4-cyl radmotor DOHC | 1998 cm³      | 184 hk | Direktinsprutning, turbo |
| 428i           | 2014-16   | N20: 4-cyl radmotor DOHC | 1997 cm³      | 245 hk | Direktinsprutning, turbo |
| 430i           | 2017-     | B48: 4-cyl radmotor DOHC | 1998 cm³      | 252 hk | Direktinsprutning, turbo |
| 435i           | 2014-16   | N55: 6-cyl radmotor DOHC | 2979 cm³      | 306 hk | Direktinsprutning, turbo |
| 440i           | 2017-     | B58: 6-cyl radmotor DOHC | 2998 cm³      | 326 hk | Direktinsprutning, turbo |
| M4             | 2014-19   | S55: 6-cyl radmotor DOHC | 2979 cm³      | 431 hk | Direktinsprutning, turbo |
| M4 Competition | 2016-     | S55: 6-cyl radmotor DOHC | 2979 cm³      | 450 hk | Direktinsprutning, turbo |
| M4 CS          | 2018      | S55: 6-cyl radmotor DOHC | 2979 cm³      | 460 hk | Direktinsprutning, turbo |
| M4 GTS         | 2016-17   | S55: 6-cyl radmotor DOHC | 2979 cm³      | 500 hk | Direktinsprutning, turbo |

## Bilder

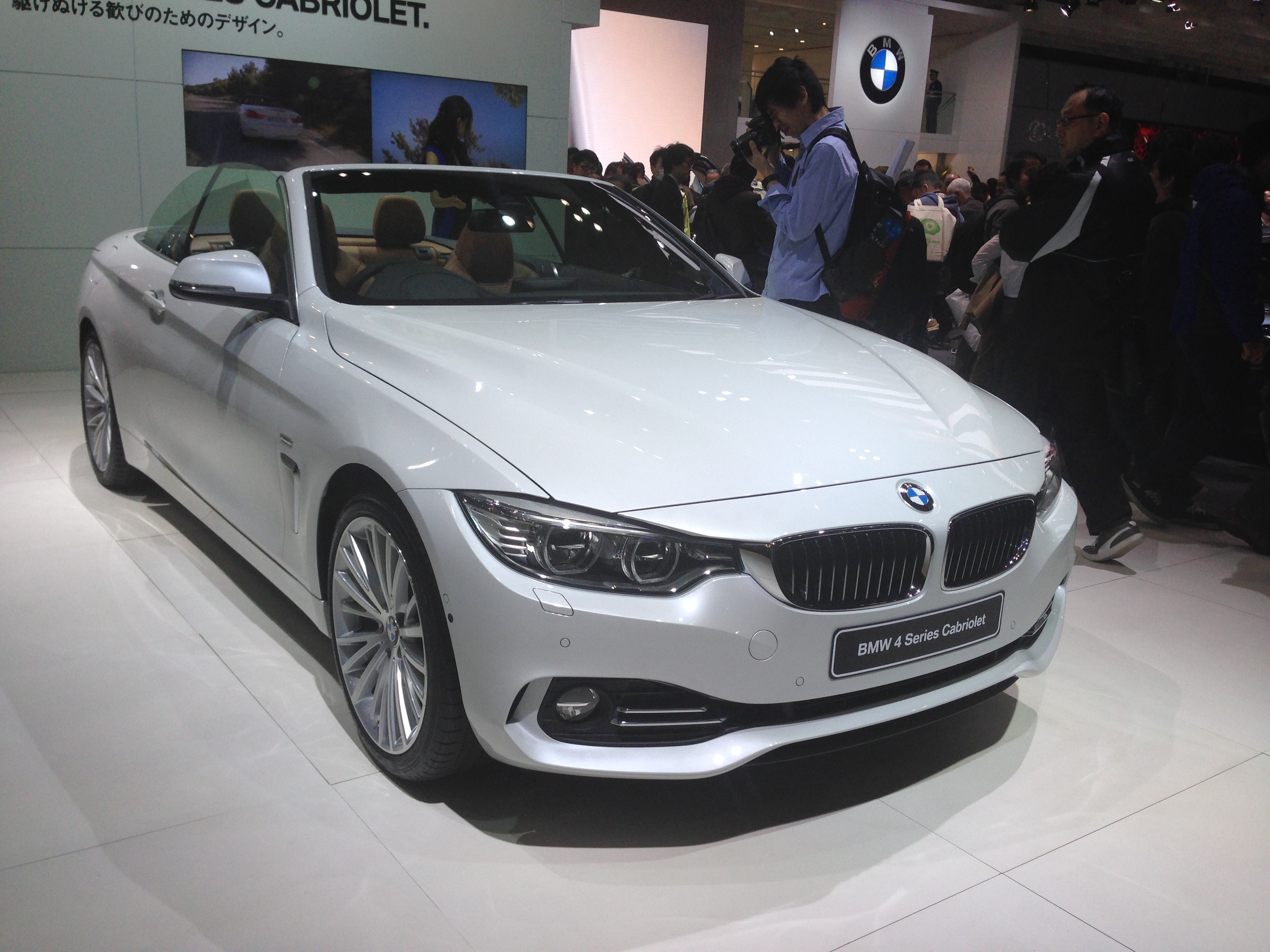
BMW F33 Cabriolet.
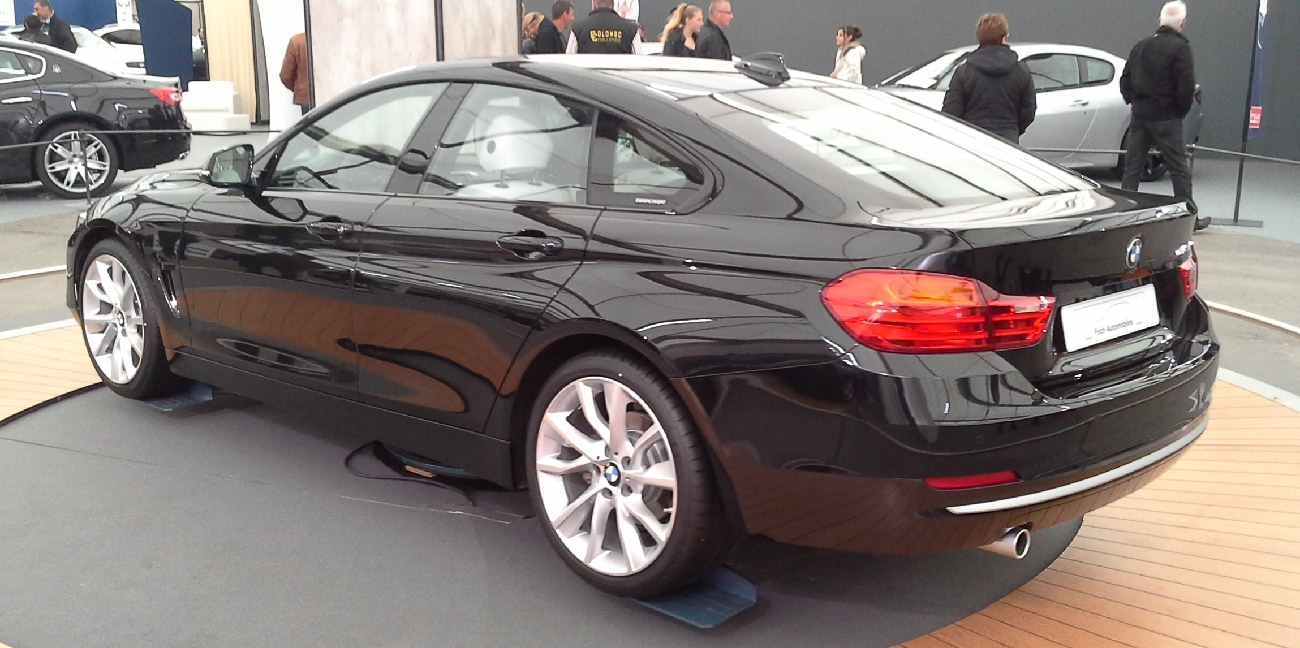
BMW F36 Gran Coupé.